# Ivy League
Pour le volet sportif du groupement et le style vestimentaire lié à ces universités, voir Ivy League (sport) et Ivy League (mode).
Pour les articles homonymes, voir Ivy.

Carte des Universités de l'Ivy League

La Ivy League est un groupe de huit universités privées du Nord-Est des États-Unis. Figurant parmi les universités les plus anciennes du pays, sept d'entre elles ayant été fondées par les Britanniques avant l'indépendance, elles ont pour point commun de figurer parmi les plus prestigieuses du pays. L'expression d'« Ivy League » a des connotations d'excellence universitaire, de sélectivité et d'élitisme social.
La conférence sportive du même nom, fondée en 1954, organise les compétitions et représente les huit écoles membres au sein de la Division I NCAA.

## Description
La Ivy League regroupe huit universités parmi les plus renommées des États-Unis. Certaines universités qui n'en font pas partie se posent aujourd'hui comme concurrentes, notamment l'université Stanford, l'université Johns-Hopkins ou encore le Massachusetts Institute of Technology. Toutefois, les universités de la Ivy League se caractérisent par leur ancienneté : sept sur les huit ont été fondées avant la création des États-Unis comme pays. Les relations entre les universités de la Ivy League sont un mélange de concurrence et de coopération.
Les universités de la Ivy League sont privées. Elles se caractérisent par des relations particulièrement fortes avec les anciens élèves (alumni), qui demeurent souvent proches de leur ancienne université (alma mater, mère nourricière). Ils financent ainsi souvent par des dons et des legs leur université jusqu'à leur mort. Les universités de la Ivy League ont par conséquent des fonds de trésorerie particulièrement importants.
Une des causes du prestige des universités de la League est le parcours et la célébrité de ses étudiants. Les grands patrons d'entreprises américaines sont ainsi le plus souvent issus de ces universités.
Les universités de la Ivy League ont pu servir de modèle à d'autres universités étrangères, à l'heure de la mondialisation académique,.

## Membres
Le nom Ivy League fait référence au lierre (« Ivy ») qui pousse sur les murs des bâtiments de ces universités, métaphore de leur ancienneté.
| Université                 | Lieu                       | Fondation | Équipe sportive        | Étudiants | Taux d'admission |
| -------------------------- | -------------------------- | --------- | ---------------------- | --------- | ---------------- |
| Université Brown           | Providence, Rhode Island   | 1764      | Bears de Brown         | 9 731     | 7,2 %            |
| Université Columbia        | New York City, New York    | 1754      | Lions de Columbia      | 31 317    | 5,5 %            |
| Université Cornell         | Ithaca, New York           | 1865      | Big Red de Cornell     | 23 600    | 10,3 %           |
| Dartmouth College          | Hanover, New Hampshire     | 1769      | Big Green de Dartmouth | 6 409     | 8,7 %            |
| Université Harvard         | Cambridge, Massachusetts   | 1636      | Crimson d'Harvard      | 22 000    | 5,2 %            |
| Université de Pennsylvanie | Philadelphie, Pennsylvanie | 1740      | Quakers de Penn        | 21 599    | 8,4 %            |
| Université de Princeton    | Princeton, New Jersey      | 1746      | Tigers de Princeton    | 8 273     | 6,1 %            |
| Université Yale            | New Haven, Connecticut     | 1701      | Bulldogs de Yale       | 12 312    | 6,9 %            |

## Critères de sélection
La sélection des étudiants se fait principalement sur la base de leurs scores dans le Standard Admission Test (SAT), ou encore le American College Testing (ACT) ; à côté des critères d'excellence scolaire, des éléments tels qu'une activité sportive, la curiosité intellectuelle, une expérience de leadership, d'engagement social ou de bénévolat sont également pris en compte.

## Galerie

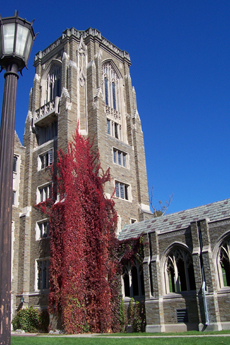
La « ligue du lierre » tire son nom du lierre qui pousse sur les vieux édifices en briques des universités de Nouvelle-Angleterre ; ici la tour Quill & Dagger de l'université Cornell (où la plante grimpante est en réalité une vigne vierge).

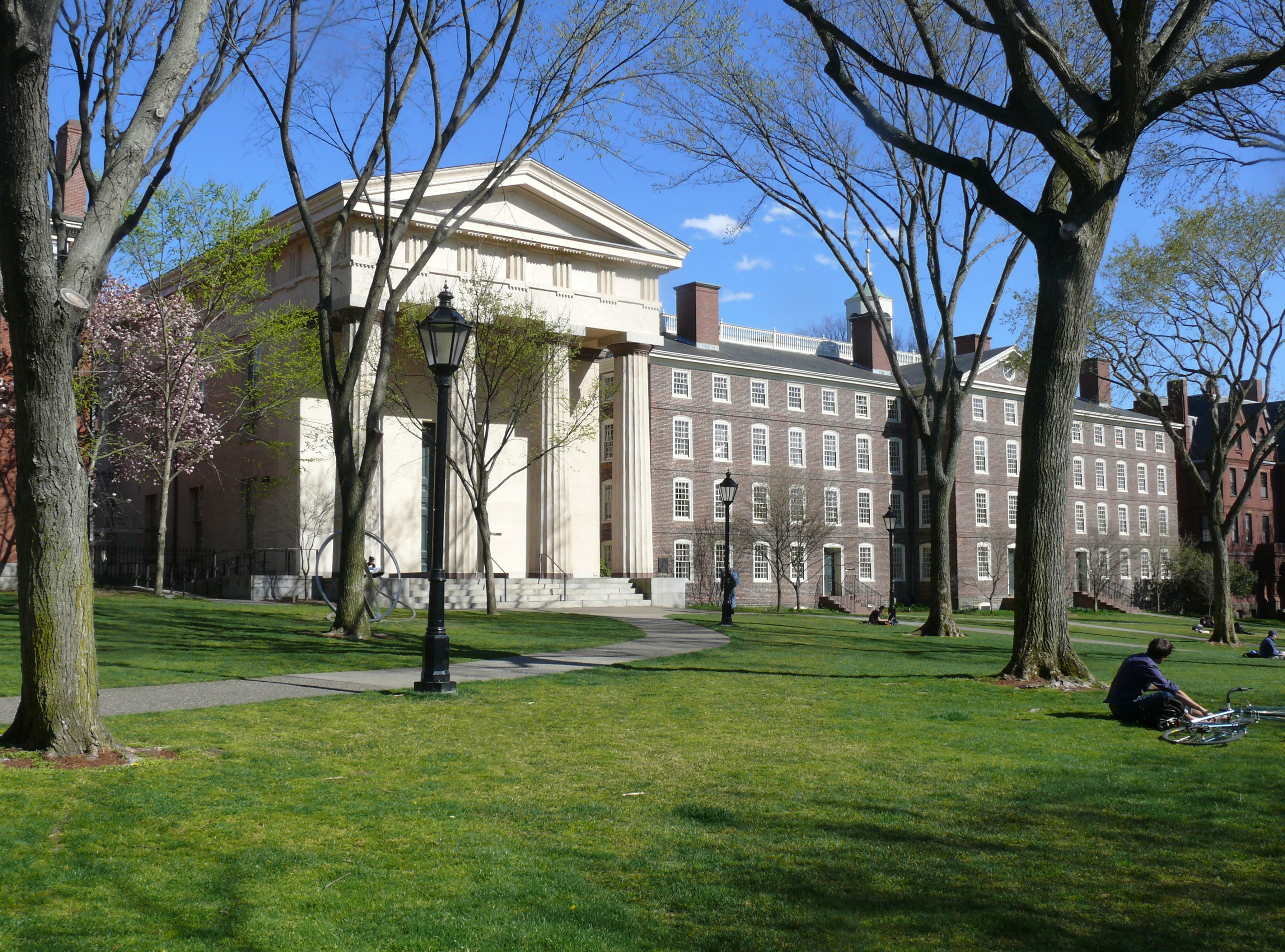
Université Brown
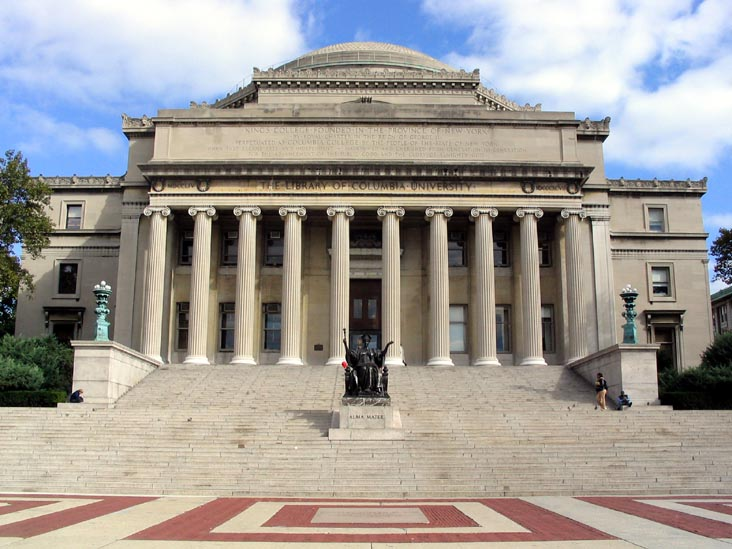
Université Columbia
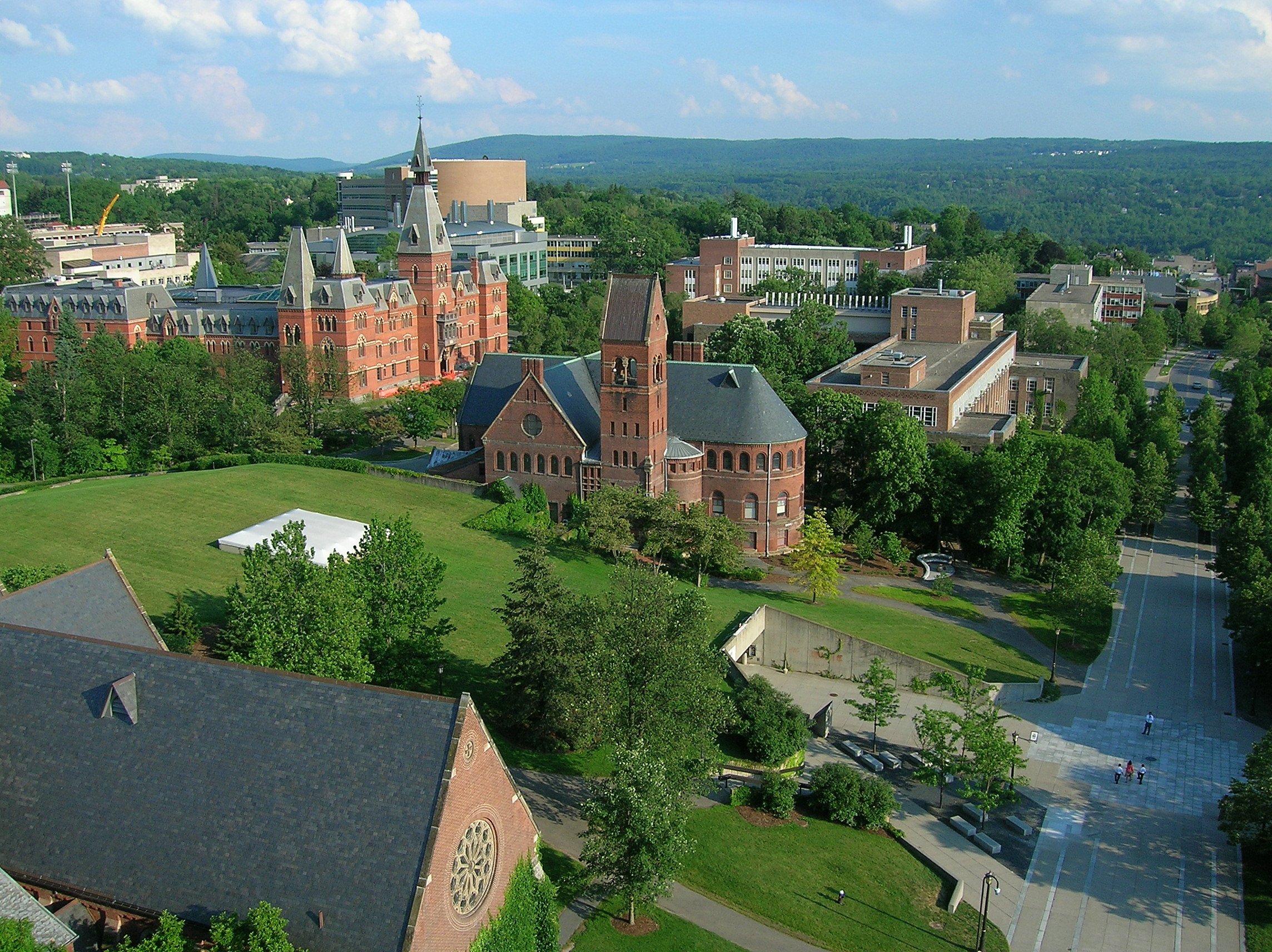
Université Cornell
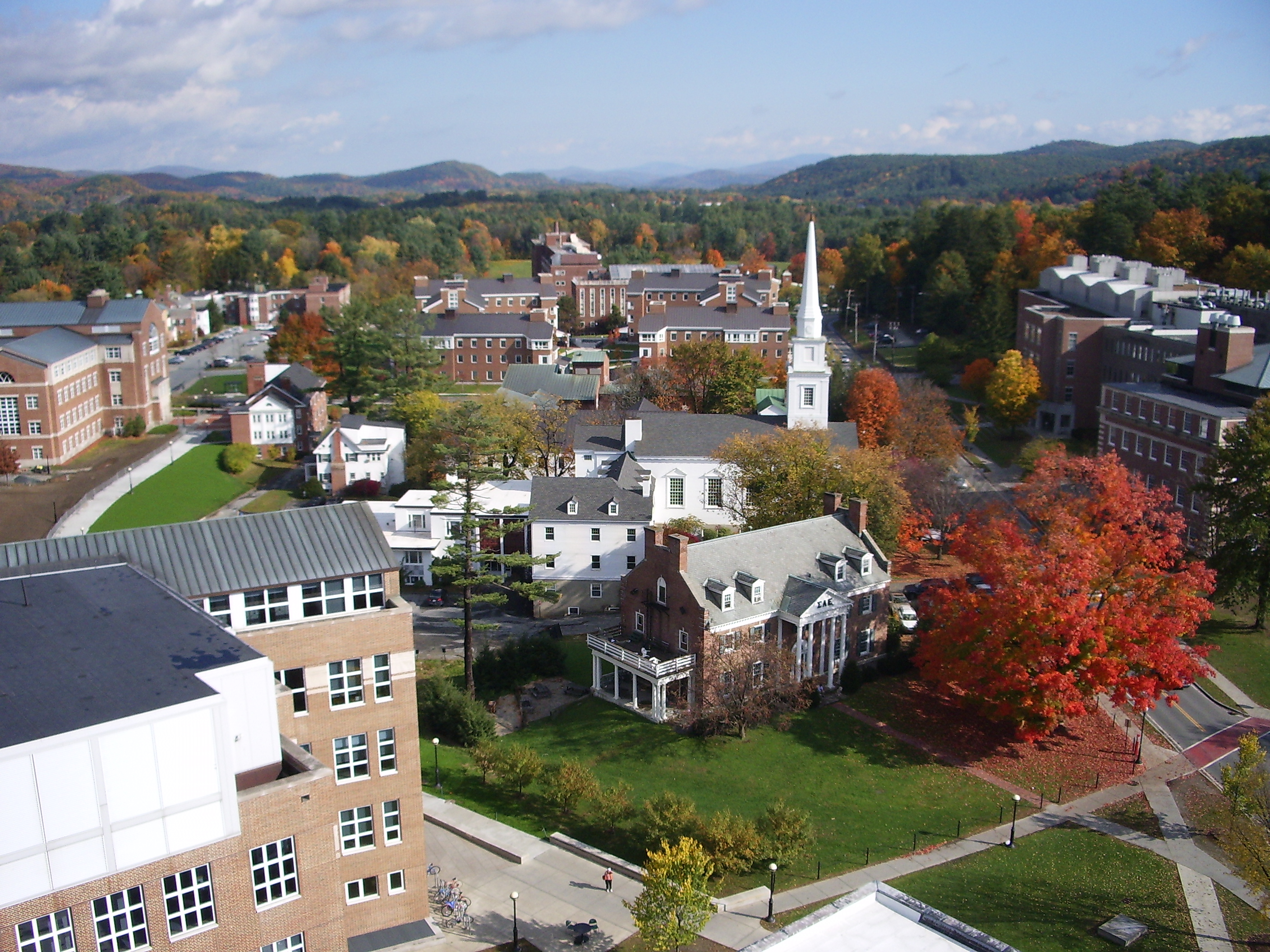
Dartmouth College
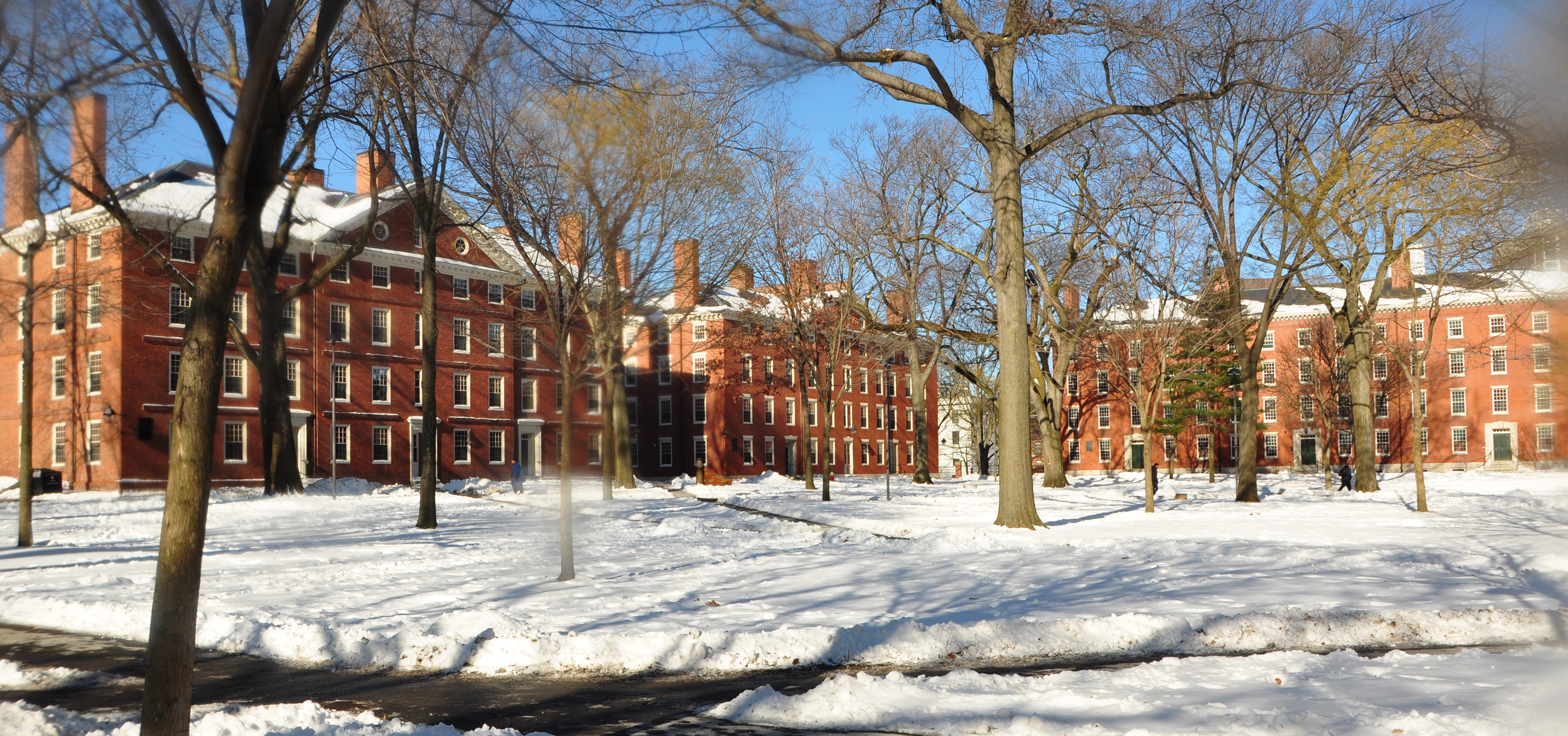
Université Harvard
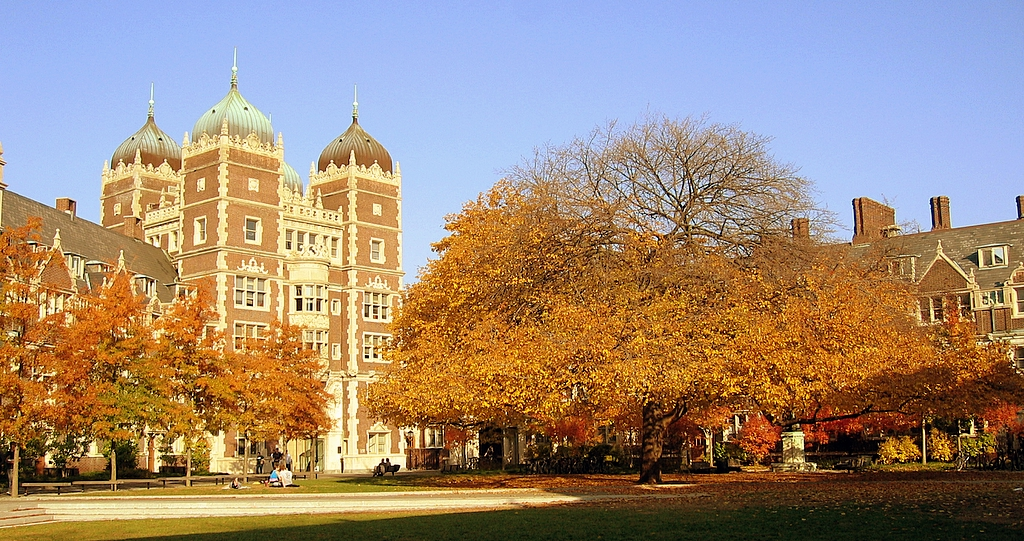
Université de Pennsylvanie
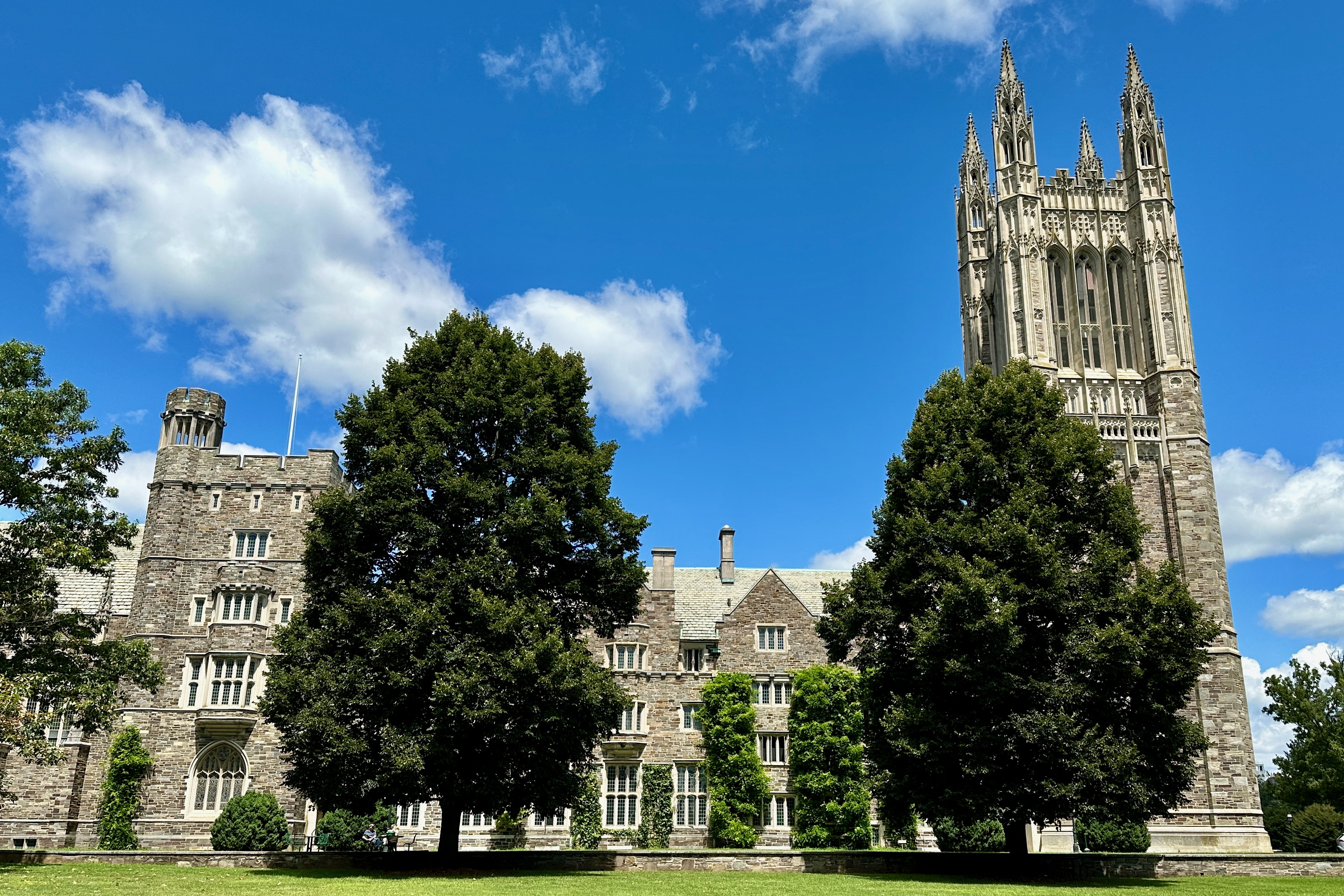
Université de Princeton
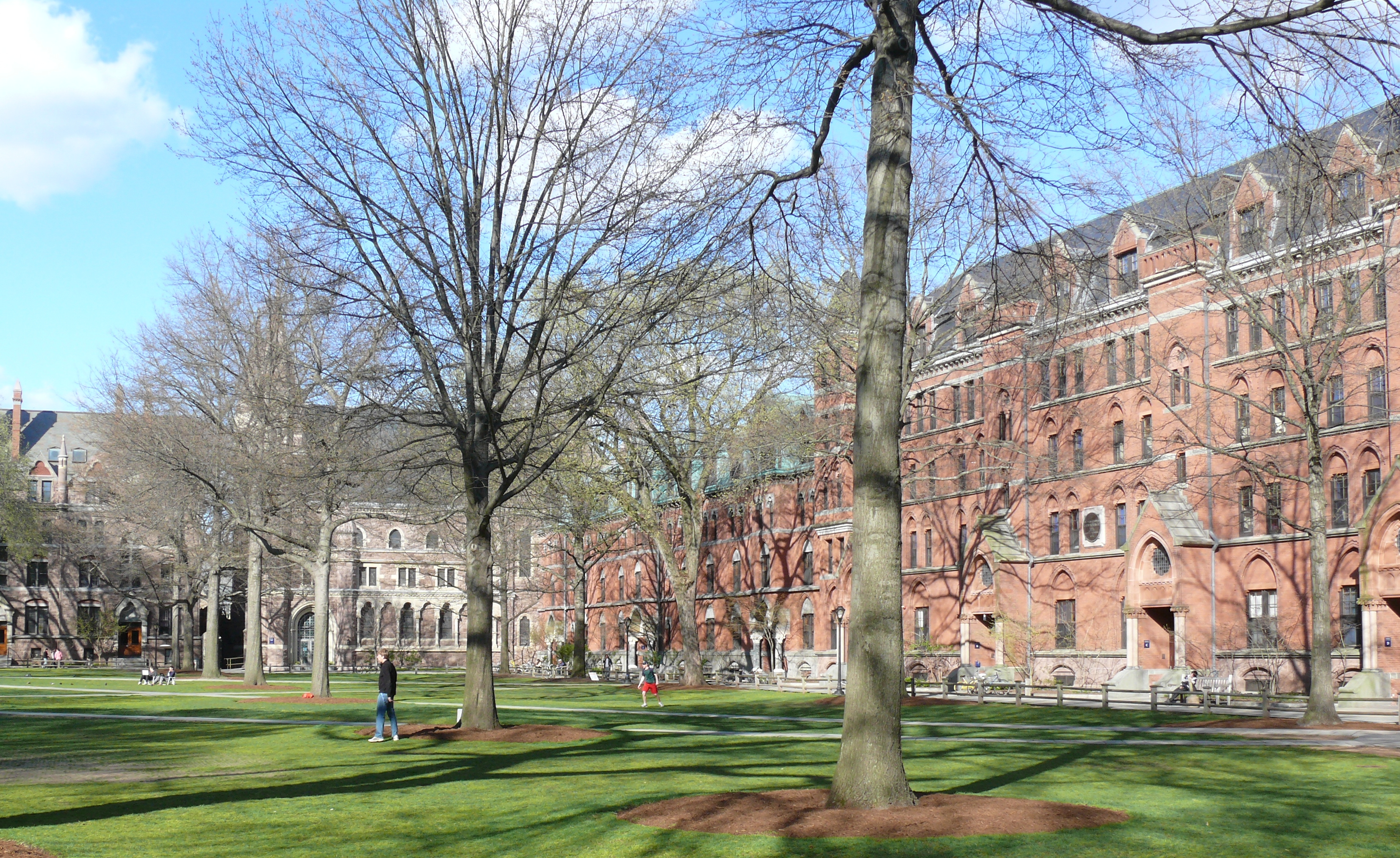
Université Yale